# Майдан (смолокурня)
Майдан — спеціально облаштована яма для смолокуріння: видобутку смоли або дьогтю шляхом нагрівання деревини без доступу повітря. Майстер, що працював на такому промислі називався «майданник».
Яма для смолокуріння являла собою зрізаний конус (вузька частина — знизу). На дні ями ставили глиняну посудину для збору смоли, яку зверху накривали фільтром — дном посудини (часто використовувались уламки побутових горщиків) з просвердленими отворами. Сировину (сосна для смоли, береста для дьогтю) закладали в яму, обкладали хмизом і підпалювали. Коли вогонь розгорався, яму зверху засипали дерном та землею.
Стінки ями могли вимащувати берестою чи сосновою драницею. Замість горщика в пізніші часи застосовували спеціальний глиняний «замок» з отворами для фільтрації.
Смолокуріння в таких ямах було широко поширено на території Східної Європи з княжих часів.